# Perfekte Welle
"Perfekte Welle" foi o primeiro single do álbum Es ist Juli e da banda alemã Juli. A canção também está disponível no álbum Ein neuer Tag: Live.

## Composição
A música interpreta uma pessoa que está esperando conhecer uma outra para sua companhia na vida amorosa, mas a pessoa não faz algo algum para que isso aconteça. Então, a primeira voz diz que aquele é o dia certo para que ele faça algo sem medo, no trecho "Das ist die perfekte Welle, das ist der perfekte Tag", que em português é "Esta é a onda perfeita, este é o dia perfeito". A letra foi escrita por Andreas Herde e Simon Triebel.

## Formação
Eva Briegel nos Vocais, Simon Triebel como guitarrista, Marcel Römer como baterista, Andreas "Dedi" Herde nos sons de baixo e Jonas Pfetzing também como guitarrista.

## Faixas
1. "Perfekte Welle" [Radio Version] - 3:16[7]
2. "Wenn du Lachst" [Uplugged Version] - 2:39
3. "Perfekte Welle" [Album Version] - 3:17
4. "Lass Mich Nicht Hängen" [Sofa Version] - 3:07